# Médecine transfusionnelle

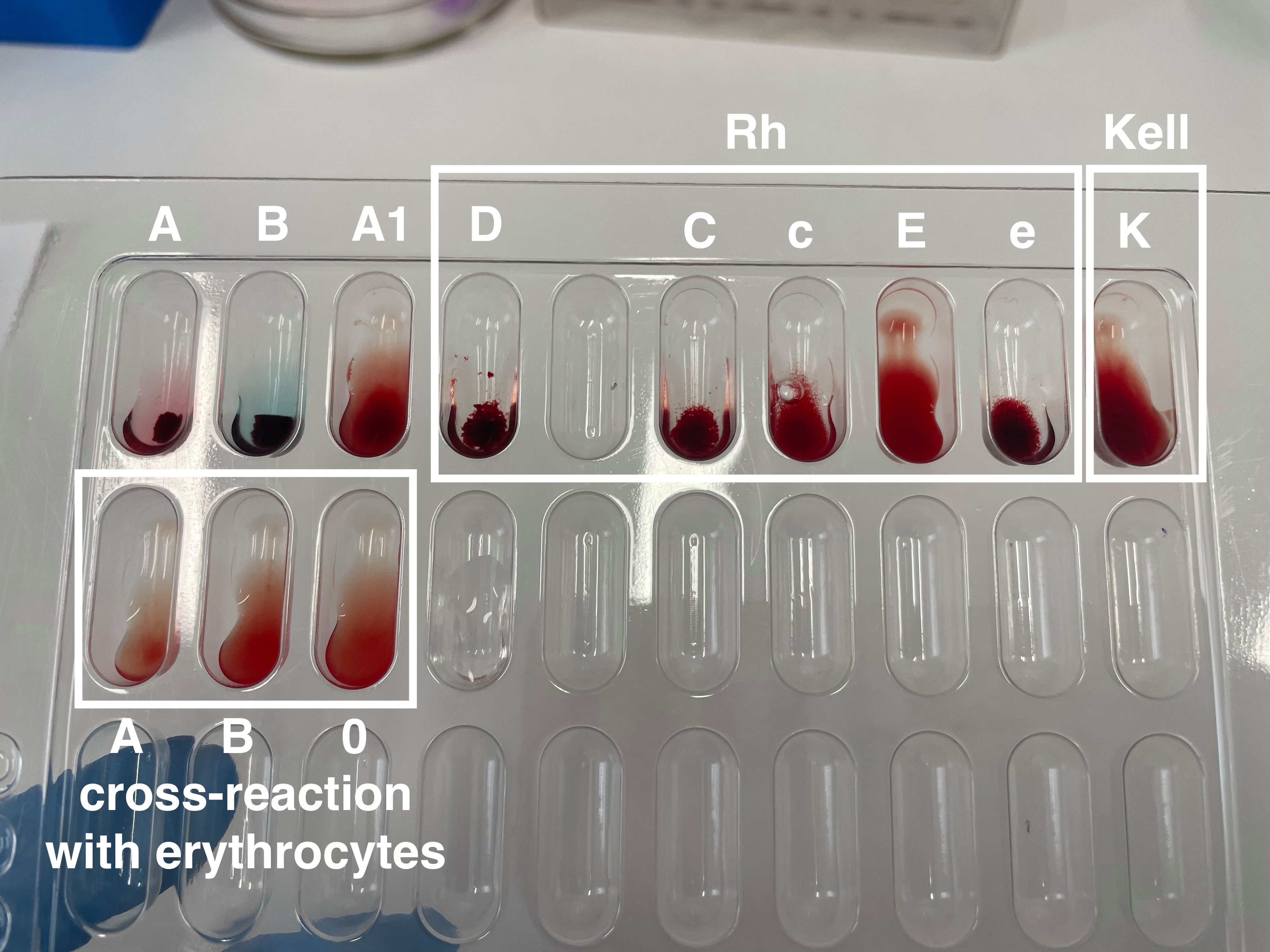
Typage standard des groupes sanguins selon les systèmes AB0, Kell et Rh. Les puits A et B présentent une agglutination, les puits du système Rh présentent également une agglutination, le patient est donc du groupe sanguin AB(IV)Rh+. Les puits « D », « C », « c » et « e » présentent une agglutination (positif), « E » et « K » ne présentent pas d'agglutination (négatif).

La médecine transfusionnelle est une branche de la médecine concernée par la transfusion de sang et de dérivés sanguins. La banque de sang est la section du laboratoire de biologie clinique ou des techniciens de laboratoire traitent et distribuent le sang et ses dérivés sous la supervision d'un médecins, souvent spécialisé en pathologie ou en Médecine transfusionnelle. Le centre de transfusion, également sous la supervision d'un médecin qui peut être spécialisé en Médecine Transfusionnelle, est le lieu qui collecte et conditionne le sang et ses dérivés.

## Historique
En 1628, le médecin anglais William Harvey découvre la circulation sanguine.

Peu après, la première transfusion est tentée. En 1665 un autre médecin anglais Richard Lower réussit une transfusion sanguine entre deux chiens pour les garder en vie.
Karl Landsteiner est reconnu comme le père de la transfusion sanguine. On attribue à Jan Janský la paternité du système ABO qui classifie le sang humain en quatre groupes sanguins (A, B, AB, O).

## Différences nationales de spécialisation médicale

### Danemark
Au Danemark, la médecine transfusionnelle est couverte par la spécialité d'"immunologie clinique". 

### États-Unis d'Amérique
La « transfusiologie » n'est pas un terme reconnu aux États-Unis où la médecine transfusionnelle est une spécialité reconnue par l'American Board of Pathology[réf. souhaitée] et réservée aux médecins, qui provenant d'autres spécialités comme la pathologie, l'hématologie, l'anesthésiologie ou la pédiatrie, peuvent être certifiés en médecine transfusionnelle après un stage d'un à deux ans. Les médecins certifiés en médecine transfusionnelle sont formés dans la sélection et la gestion du sang et des dérivés sanguins, en immuno-hématologie, en aphérèse, en récolte de cellules souches, en thérapie cellulaire et en coagulation. Ils sont souvent consultés par d'autres médecins ayant besoin d'un avis d'expert sur les sujets listés ci-dessus.

### Royaume-Uni
Au Royaume-Uni, la médecine transfusionnelle est une sous-spécialité de l'hématologie.
Les risques sérieux liés à la transfusion sanguine (SHOT - « Serious Hazards of Transfusion ») ont entraîné des recherches sur les effets des erreurs de transfusion dans le but d'améliorer la sécurité des patients. Ces études ont induit une formation plus large du staff médical au Royaume-Uni ainsi qu'un système central d'enregistrement des erreurs transfusionnelles.
Il y a un programme d'éducation permanente (BBCEP, « Better Blood Continuing Education Programme ») organisé par l'EUB, branche du service national de transfusion sanguine écossais (SNBTS).L'EUB  est composé de plusieurs professionnels de santé spécialisés. Le but du programme est d'améliorer la pratique de la médecine de transfusion. Le programme est revu chaque année en janvier.
Au Royaume-Uni, il y a une inquiétude constante que la transfusion sanguine puisse transmettre la maladie de Creutzfeldt-Jakob.